# Jugador d'escacs de Walker
El Jugador d'escacs de Walker va ser un màquina que, suposadament, jugava a escacs, creada pels germans Walker, de Baltimore, Maryland. La màquina es va produir en la dècada de 1820 per competir amb El Turc, autòmat d'escacs mundialment famós. Johann Nepomuk Maelzel, un músic de Baviera amb interès en diverses màquines i dispositius, i que era propietari de "El Turc" i en feia exhibicions, va veure la màquina de la competència i va intentar comprar-la, però l'oferta va ser rebutjada i un duplicat de la màquina va fer gires durant diversos anys, tot i que mai no va arribar a assolir la fama de El Turc (la màquina feta per Mälzel) i finalment va caure en l'oblit.
Aquestes màquines del segle xix eren, en realitat, enganys, ja que actuaven com dispositius de màgia, ocultant un jugador humà, a diferència dels moderns programes d'ordinador que són capaços de jugar sense intervenció humana, com ara Belle.